# Jairo Neira
Jairo Alonso Neira Cortez (* 9. Dezember 1986 in Curanilahue) ist ein ehemaliger chilenischer Fußballspieler auf der Position eines Mittelfeldspielers.

## Karriere
Jairo Neira begann seine Profikarriere 2005 bei Universidad de Concepción und stand dort drei Spielzeiten unter Vertrag. 2007 wurde er nach einer Verletzung an Fernández Vial verliehen. Im Folgejahr zog es den Mittelfeldspieler nach Paraguay, wo er erst für Deportes 31 de Julio und danach für Silvio Pettirossi auflief. 2009 kehrte Neira in sein Heimatland zurück und spielte für Curicó Unido. Dies war zugleich sein letztes Profijahr.